# 徳川女刑罰史
『徳川女刑罰史』（とくがわおんなけいばつし）は、1968年公開の日本映画。吉田輝雄主演、石井輝男監督。東映京都撮影所製作、東映配給。併映は同年10月1日より『不良番長』（梅宮辰夫主演、野田幸男監督）。

## 概要
石井輝男監督による『徳川女系図』、『温泉あんま芸者』に次ぐ"異常性愛路線"第3作。『徳川女系図』は大ヒットしたが岡田茂プロデューサー（のち、同社社長）から「おとなしい」と言われ岡田から「押せ押せ」の指令が出て『徳川女系図』よりエログロ度を増したのが本作となる。東の団鬼六、西の辻村隆といわれたSM界の巨匠を緊縛指導に招き地獄絵図そのままに、サディズムの極限を追求して徳川女刑罰十四種を表現、その見世物性たるや今どきのSMビデオにも劣らないと評される。石井自身もこうした猟奇的な趣味を持っていたことを当時の『キネマ旬報』で話している。『徳川女系図』で助監督だった荒井美三雄が石井と共同で脚本を担当。またチーフ助監督だった牧口雄二は、石井に反撥していたといわれるが、今日では石井の後継者と評される。

## あらすじ
人間的な与力・吉岡頼母とサディスティックな与力・南原一之進を中心に徳川時代の想像を絶する苛酷な刑罰を再現した全三話からなるオムニバス映画。

## スタッフ
- 監督：石井輝男
- 企画：岡田茂・天尾完次
- 脚本：荒井美三雄・石井輝男
- 撮影：吉田貞次
- 美術：鈴木孝俊
- 編集：神田忠男
- 音楽：八木正生
- 助監督：牧口雄二・荒井美三雄

## キャスト
- 吉岡頼母、新三：吉田輝雄
- 南原一之進：渡辺文雄
- 山野淡路守：中村錦司
- みつ：橘ますみ
- 権造：沢彰謙
- 巳之助：上田吉二郎
- 番長の先生：芦屋雁之助
- 勘太蓑：蓑和田良太
- 新三の仲間：毛利清二
- 玲宝：賀川雪絵
- 妙心：尾花ミキ
- 燐徳：白石奈緒美
- 彰尊：岡島艶子
- 行恵：小島恵子
- 尊栄：英美枝
- 周智：牧淳子
- 月照：美松艶子
- 善福：並木玲子
- 春海：林真一郎
- 花三：笠れい子
- 君蝶：沢たまき
- 彫丁：小池朝雄
- 三助：由利徹
- 料亭おかみ：南風夕子
- 女囚人甲：三乃瀬愛
- 外国人囚人：ハニー・レーヌ

## バッシング
本作が公開された1968年は東映の任侠映画が最盛期を迎えた年でもあり、ピンク映画の女優が全裸で東映京都撮影所（以下、京撮）を走り回って恐慌をきたし、若山富三郎や鶴田浩二ら、任侠映画の看板スターが強く反撥した。日活ロマンポルノもまだの時代、前貼りはまだ常識ではなく、前貼りを貼らされるスタッフたちは憤慨し撮影所内部では「あんなん、もう映画とちゃう。見世物通り越したグロじゃ!」と反撥の声が上がった。映画ジャーナリズムからも徹底的に叩かれ、朝日新聞がこれに呼応してバッシング運動を展開した。映画評論家の佐藤忠男は本作を「日本映画の最低線への警告」と題して「エロ・グロと人格的侮辱のイメージを羅列していける神経にほとんど嘔吐感が込み上げる」「ピンク映画専門のプロダクションが作る映画でもここまで愚劣でない」などと酷評した。京撮は石井排斥運動を起こし『徳川いれずみ師 責め地獄』撮影中の1969年4月14日には、京撮の組合掲示板に「撮影所を冒涜した」と助監督一同が声明文を貼り出す事態となって、マスコミからのバッシングに遭い大きな論争を巻き起こした。石井輝男は当時のインタビューで「テーマのない映画があってもいい」、「ことしは岡田氏と一緒に性愛路線に活路があるのではないかという考えでやっている」、「もともと私の発案ではありません」「文句があるなら企画を立てた会社に言ってくれ」などと会社に責任転嫁したため、岡田茂プロデューサーが、『キネマ旬報』で2度インタビューに応え「体制打破ということだ。昔、存在したようなファンは、今はテレビにかじりついている。だから、昔のファンに受けたような旧体制の映画を作っていたのでは、現代の映画観客をつなぎ止めることはでけんわ」などと一蹴した。また石井の異常性愛路線で助監督をやっていた荒井美三雄を『温泉ポン引女中』で監督に昇格させると助監督らの足並みが揃わず、騒動は沈静化している。その急先鋒だった関本郁夫は岡田茂に見出され、石井輝男が東映ポルノから撤退した後、東映ポルノの主力監督となっている。

## 興行成績
本作は、B級スターのみの出演にもかかわらず、1968年の年間配給収入ベストテンにランクされ同じ東映で鶴田浩二や高倉健、藤純子ら出演の任侠映画『人生劇場 飛車角と吉良常』（内田吐夢監督）を配収で上回るコストパフォーマンスの高さだった。

## 逸話
- 第二話では濃厚な尼レズシーンが登場するが、拷問を受ける役の尾花ミキが撮影前にマスコミの前で断髪式を行い実際に剃髪した[33]。